# Altiplà de Malwa
Malwa és un altiplà de l'Índia amb una superfície de 19.788 km² a la part occidental de l'Índia central o estat de Madhya Pradesh. És un territori fèrtil i habitable. Forma part de la regió de Malwa. L'altura mitjana de l'altiplà és de 500 metres, i el relleu s'orienta generalment cap al nord. Hi passa el riu Chambal i alguns dels seus tributaris i a la part més occidental el riu Mahi. La ciutat principal és Ujjain i la ciutat més comercial és Indore. Antigament s'hi produïa molt d'opi.